# Batalla de Milas
La batalla de Milas se libró en el año 260 a. C. entre las armadas romana y cartaginesa. En ella, las fuerzas navales romanas, comandadas por Cayo Duilio, derrotaron a la flota cartaginesa, consiguiendo para Roma la primera victoria naval de su historia y el control del oeste del Mediterráneo.

## Desarrollo de la batalla
Las flotas cartaginesa y romana estaban bien pertrechadas, con unas 130 naves cada una. Los púnicos confiaban de tal modo en su victoria que, en vez de formar en líneas de batalla adecuadas, atacaron a los barcos romanos individualmente, siendo algunos de estos barcos espoloneados. Pero fue entonces cuando los cartagineses se vieron atrapados por los corvi (corvus en singular) y una multitud de marinos romanos los abordó en gran número. 
En el primer ataque, los romanos tomaron 31 barcos, entre ellos el buque insignia cartaginés; su comandante, Aníbal Giscón (que no debe confundirse con el célebre comandante de la segunda guerra púnica), pudo escapar en un bote de remos, lo que sin duda contribuyó a la desorganización cartaginesa. Los púnicos intentaron entonces rodear a las naves romanas. Pese a que sus barcos eran más lentos y a la falta de adiestramiento, los tripulantes romanos consiguieron girar sus naves, hasta el punto de que sus corvi, en la proa, estaban de nuevo a punto para caer sobre los enemigos.
Finalmente, los cartagineses, tomados totalmente por sorpresa por la presencia de los corvi, cedieron y se retiraron, perdiendo 31 barcos a manos de los romanos y viendo otros 13 o 14 hundidos. El comandante romano, el cónsul Cayo Duilio, dio a Roma su primera victoria naval, y decoró la plataforma del orador del Foro con las proas de los navíos capturados, dándole así el nombre de rostrum.
La victoria de Milas pudo atribuirse a la sorpresa de una nueva arma y al débil liderazgo púnico (poco después, Aníbal dejó que su flota quedara atrapada en un puerto sardo, y fue arrestado y crucificado por sus propios oficiales). La batalla del Cabo Ecnomo, sin embargo, en el 256 a. C., demostró que la nueva flota romana era una fuerza digna de tener en cuenta.

## Segunda batalla
Una segunda batalla tuvo lugar en Milas en el año 36 a. C. entre Marco Vipsanio Agripa y Sexto Pompeyo, que terminó con la victoria del primero. Sexto huyó hacia el noroeste de Sicilia.